# CNN Center

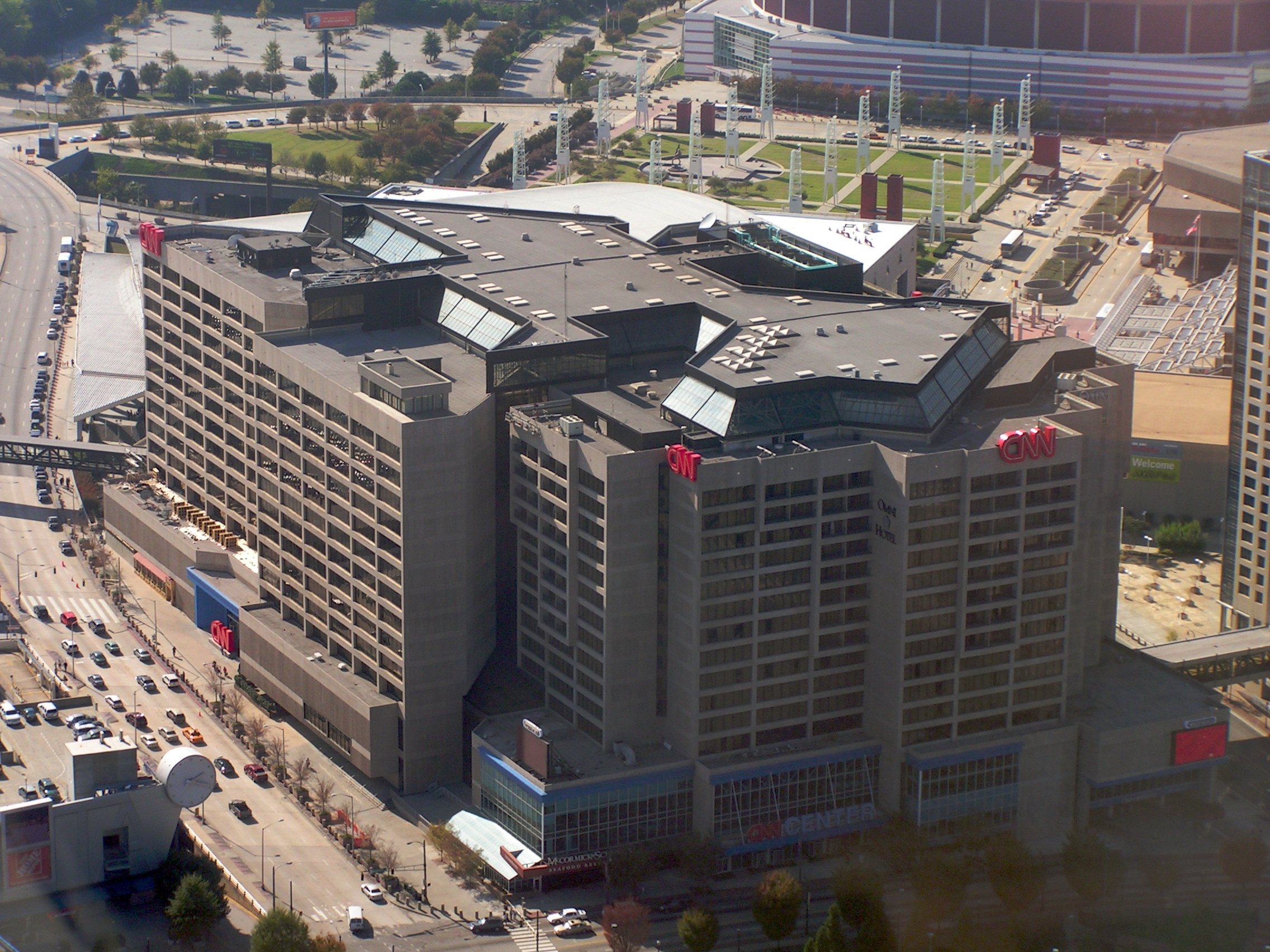
Vista aérea do CNN Center.

A CNN Center é a sede mundial da CNN. É o principal estúdio da rede CNN e as afiliadas da Warner Bros. Discovery.
É localizada no centro de Atlanta, Georgia, próximo ao Centennial Olympic Park. A CNN Center foi aberta em 1976 como Omni International.